# Trombo-aspirazione
La trombo-aspirazione è una procedura di emodinamica interventistica, che viene associata all'angioplastica coronarica per proteggere il microcircolo dall'embolizzazione periferica, caratterizzata da una riperfusione miocardica non ottimale.

## No reflow-phenomenon
In caso di infarto acuto ad ST sopralivellato è abbastanza comune la rottura della placca aterosclerotica, che porta all'occlusione parziale o totale dell'arteria interessata. Sostanzialmente, la riapertura del vaso con l'angioplastica coronarica e il posizionamento di stent, procedura ormai consolidata nel trattamento della sindrome coronarica acuta, porterebbe alla risoluzione dell'ischemia acuta, ma la possibilità della complicanza del no-reflow phenomenon, viene ad inficiare i benefici previsti dalla rivascolarizzazione. Il no-reflow si può ricondurre all'ostruzione del microcircolo, cioè della parte più distale delle coronarie, da parte di materiale trombotico o ateromasico, in pratica quello che formava la placca aterosclerotica o il trombo e che si è staccato spontaneamente o durante la procedura di riapertura dell'arteria, migrando poi più distalmente, appunto nel microcircolo.

## Studio del flusso
Vi sono diverse metodiche per valutare e quantificare il no-reflow, che comprendono:
- il TIMI flow[4]
- il Myocardial Blush Grade (MBG)[5]
- la normalizzazione del tratto ST
- l'ecocardiografia con mezzo di contrasto
- la tomografia ad emissione di fotone singolo
- la tomografia ad emissione di positroni (PET)
- la risonanza magnetica con mezzo di contrasto (MRI)

La metodica più utilizzata è il TIMI flow (Thrombolisis in Myocardial Infarction), che valuta il flusso di sangue nelle coronarie epicardiche, tramite iniezione di mezzo di contrasto.
La scala per quantificare il TIMI flow, va da 0 a 3:
- 0 = occlusione totale: non c'è flusso di sangue
- 1 = il mezzo di contrasto passa in quantità minima e con scarsa opacizzazione della parte distale del vaso, che appare (sub)-occluso
- 2 = riperfusione della parte distale dell'arteria, ma con un flusso più lento rispetto ad un vaso sano
- 3 = completa riperfusione del vaso infartuato con velocità di opacizzazione normale, rispetto ad una arteria sana.

Ovviamente alla valutazione emodinamica del flusso, si associa il controllo seriato dell'elettrocardiogramma per registrare la normalizzazione del tratto ST, che segnala l'avvenuta riabitazione dell'arteria implicata nell'infarto.

## Procedura di tromboaspirazione
I sistemi per rimuovere il materiale trombotico sono associati all'angioplastica primaria e condividono la stessa metodica: dopo la puntura dell'arteria femorale destra o dell'arteria radiale, a seconda dell'approccio scelto, si posiziona un introduttore arterioso attraverso il quale si potranno cambiare i diversi cateteri necessari all'espletamento dell'esame.
Inizialmente si procederà alla dilatazione del vaso con il catetere a palloncino per ristabilire un minimo flusso anterogrado, immediatamente dopo tale catetere sarà sostituito da quello specifico per tromboaspirazione, che avverrà in modo continuo e costante durante il posizionamento dello stesso. Al termine della procedura di aspirazione, si procederà all'inserimento dello stent e al completamento dell'esame.

## Terapia
I protocolli terapeutici sono quelli utilizzati nell'infarto miocardico acuto e nell'angioplastica primaria.